# 당신 (1977년 드라마)
《당신》은 1977년 5월 2일부터 1978년 6월 3일까지 MBC에서 방영한 일일연속극이다.

## 기획 의도
소박하게 사는 사람들의 따뜻하고 정겨운 생활을 바탕으로 눈물겨운 고통의 과정에서 무르익는 젊은이들의 사랑과 야망 등을 그리는 드라마

## 등장 인물
- 최불암 : 아버지 역
- 김혜자 : 어머니(작은아씨) 역
- 정혜선 : 할머니 역
- 임현식 : 이모부 역
- 김수미 : 이모 역
- 이정길 : 아들 역
- 이효춘 : 큰 며느리 역
- 남성훈 : 아들 역
- 이계인 : 막내아들 역
- 김자옥 : 큰딸 역
- 김보연(김복순) : 영화 역 - 고3 막내딸
- 오미연
- 남능미
- 한미영
- 김호정
- 엄유신

## 수상
- 1978년 제5회 MBC 방송연기상 TV부문 여자주연상 김혜자[3]
- 1978년 제5회 MBC 방송연기상 TV부문 남자조연상 임현식